# Dysmachus harpax
Dysmachus harpax là một loài ruồi trong họ Asilidae. Dysmachus harpax được Villeneuve miêu tả năm 1904.